# ТКБ-486
Пистолет-пулемёт Стечкина образца 1955 года (ТКБ-486) — экспериментальный пистолет разработанный в 1955 году И. Я. Стечкиным.

## Конструкция
Принцип действия пистолета-пулемета основана на свободном затворе. Особенностью оружия от других образцов является складывающийся на 90 градусов приемник магазина (примерно как у французского пистолета-пулемета MAT-49). 
Но, несмотря на хорошие боевые характеристики, оружие не получило дальнейшего развития, и разработка была прекращена (возможно, из-за перспектив в разработке штурмовых винтовок).